# هیکری (کارولینای شمالی)
هیکری (به انگلیسی: Hickory) شهری در ایالت کارولینای شمالی کشور ایالات متحده آمریکا است که جمعیت آن در سرشماری سال ۲۰۱۰ میلادی، ۴۰٬۰۱۰ نفر بوده‌است.